# Nelson Maculan
Nelson Maculan (Santana do Parnaíba, 30 de agosto de 1915 - Rio de Janeiro, 5 de novembro de 2003) foi um advogado, empresário e político brasileiro. Foi vereador na cidade de Londrina, e deputado federal e senador pelo estado do Paraná. pela Paraná. É o pai do engenheiro e ex-reitor da UFRJ, Nelson Maculan Filho.

## Biografia
Nasceu no interior de São Paulo e aos aos 8 anos mudou-se para Vitória, no Espirito Santo. Pouco tempo depois seus pais: Anselmo Maculan e Ada Maculan, novamente mudam-se, agora para a cidade do Rio de Janeiro.
Aos 23 anos, em 1938, estabeleceu residência em Londrina, sendo um dos pioneiros no município paranaense, trabalhando de motorista em empresa de transporte de café e madeira. Em pouco tempo, abriu uma agência de veículos e máquinas agrícolas, que posteriormente transformou-se numa empresa dedica no ramo de exportação de café.
Formou-se em advocacia e entrou para a política, tornando-se vereador londrinense pela legenda da União Democrática Nacional (UDN), em 1955. Antes do fim do mandato de vereador, filiou-se ao PTB tornando-se presidente estadual do partido. Em 1958, fez parte da campanha ao senado na suplência de Abilon de Souza Naves. Com a morte de Abilon, em 1959, assumiu uma cadeira no Senado do Brasil. Em 1960, ficou em segundo lugar nas eleições para o governo do Estado do Paraná, perdendo para Ney Braga.
Em 1965, filiou-se ao MDB e no pleito de novembro de 1966, tentou reeleger-se ao senado, mas foi derrotado, novamente, pelo candidato da Aliança Renovadora Nacional (Arena), Ney Braga.
Em novembro de 1974, elegeu-se para a Câmara dos Deputados. Ao final do mandato de deputado federal, tentou uma pré-candidatura para voltar ao senado, mas não obteve o apoio necessário do partido e deixou a vida pública. 
Na década de 1960, no Governo João Goulart, foi nomeado chefe do escritório de Milão (Itália) do Instituto Brasileiro do Café (IBC).